# 光明寺 (久喜市)
光明寺（こうみょうじ）は、埼玉県久喜市本町1丁目（旧地名：大字久喜本字荒鎌）にある寺院である。山号は瑠璃山（るりざん）、院号は薬王院。真言宗豊山派。
なお当院より約2キロメートル北西に、寺号が類似する「光明院」がある。そちらの寺も同じく山号が「瑠璃山」であり、真言宗豊山派である。

## 歴史・概要
本山は埼玉県幸手市に所在する正福寺であり、1252年（建長4年）に賢信の中興とし、1580年（天正8年）に開かれた新義真言宗豊山派の寺院である。本尊は不動明王である。

## 薬師堂

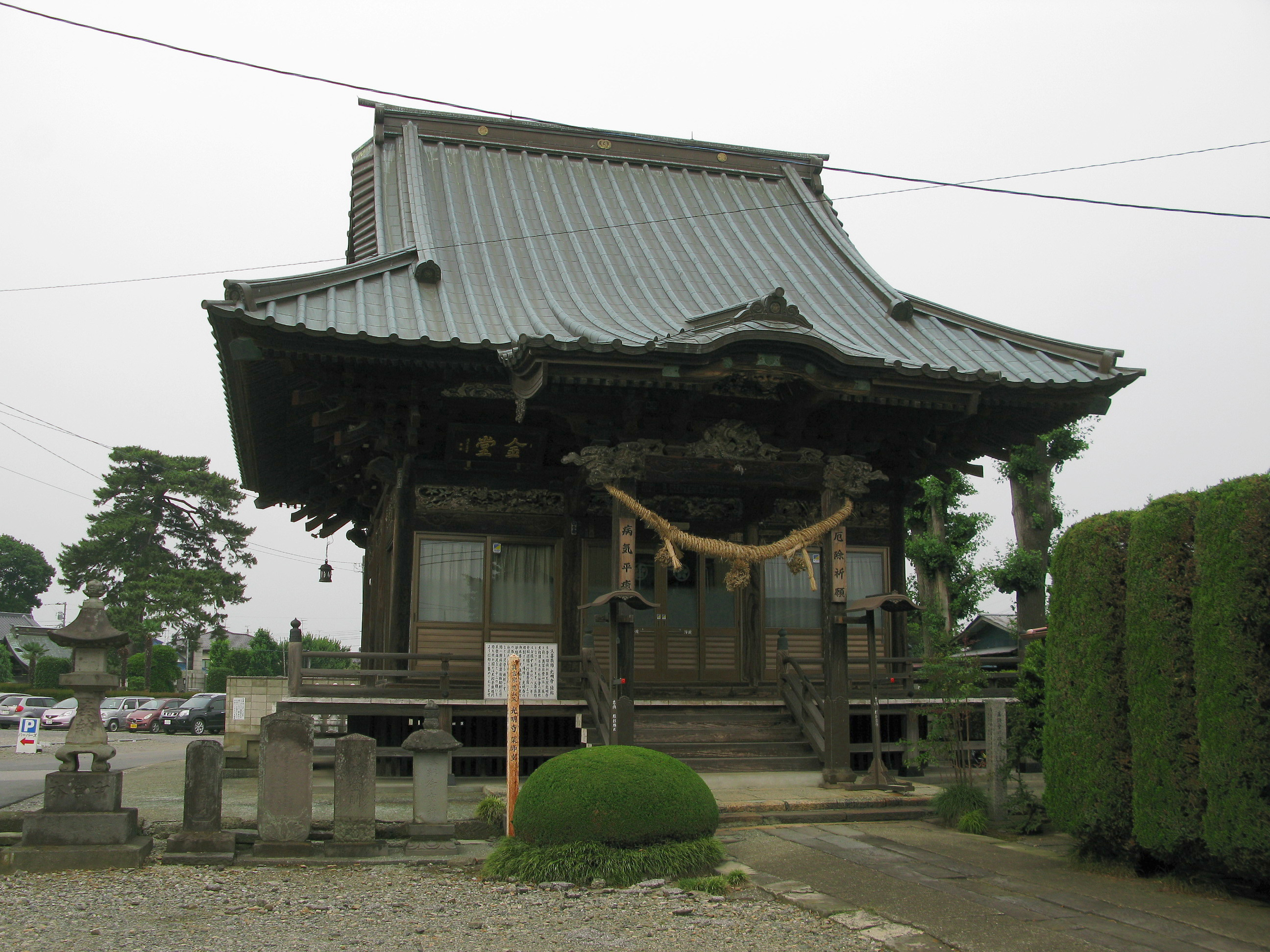
薬師堂（2012年7月）

薬師堂（やくしどう）は光明寺の南側に所在しているお堂である。
この薬師堂では薬師如来がまつられている。主な行事として「どらなわ」というものがある。このどらなわは江戸時代より受け継がれている行事であり、1月5日の朝9時ごろより長さ15m・太さ30cmの大縄（どら縄）を綯い、昼ごろには薬師堂に飾られている古いどらなわと交換し、新しく結い直したどらなわを飾るというものである。

## 境内・周辺
境内
- 本堂
- 墓地
- 薬師堂
- 中島撫山の墓
- 久喜学校開校の碑
- 大松
- 山門

周辺
- 御嶽神社 - 薬師堂の西方に所在
- 千勝神社 - 御嶽神社の南隣に所在していたが、六万部久喜停車場線新道建設の折に道路予定地となり、約300m北西の本町6丁目に遷座された。
- 永安山甘棠院
- 天王院

## 文化財
- 撫山中島先生之墓 - 久喜市指定有形文化財（2000年（平成12年）4月1日 指定）[4]

## 久喜学校
久喜学校（くきがっこう）は1837年（明治6年）1月、光明寺本堂に設立された小学校である。
久喜学校は1837年（明治6年）1月、久喜本町・久喜新町・古久喜村の組合学校として設立された。同年5月17日に久喜学校内に事務局が開設された。この事務局では埼玉県の学校改正局との連絡業務を地域の学校の取りまとめとして行い、吉羽学校・鷲宮学校・豊明学校・下清久学校・篠津学校・江面学校・下早見学校の7校の監督業務も行っていた。
初期に用いられていた教科書としては「単語篇」「知恵の糸口」「ういまなび」「学問のススメ」「西洋事情」「窮理図鑑」「世界国尽」「児蒙教草」などである。
その後、小学校令や町村制の施行などにより、1892年（明治25年）に久喜町立久喜尋常小学校と改称する。1913年（大正2年）に現在の久喜小学校所在地に移転し、学校は今日の久喜小学校に引き継がれている。
なお、光明寺の境内にはこの久喜学校の開校を記念した記念碑が1963年（昭和38年）に建立され、所在している。

## 光明寺遺跡
光明寺遺跡（こうみょうじいせき）は、光明寺周辺一帯に所在する埋蔵遺跡である。
この遺跡は主として縄文時代の遺跡であるが、中世・近現代のものも含まれている。このうち一部で1985年（昭和60年）に光明寺南遺跡として調査が行われた。出土品としては堀之内式土器を主とする土器や石器、装飾品、住居跡などである。

## アクセス
- 久喜駅西口より朝日バス菖蒲仲橋行に乗車、「本町1丁目（乗車約3分）」下車、北方へ徒歩約1分。（運賃100円）
- 久喜駅西口の久喜市内循環バスのりばから「久喜本循環　右回り」または「六万部・北中曽根循環」に乗車、「斉藤医院前（乗車約3分）」下車北側へ徒歩約2分。運賃はいずれも100円（1日乗車券は200円）。（市内循環バス　久喜市ホームページ）
- 久喜駅西口より徒歩約13分。（道程約800m）